# Octomeria albiflora
Octomeria albiflora är en orkidéart som beskrevs av Frederico Carlos Hoehne och Schltr.. Octomeria albiflora ingår i släktet Octomeria och familjen orkidéer. Inga underarter finns listade i Catalogue of Life.